# ブリトラ道中膝栗毛
『ブリトラ道中膝栗毛』（ブリトラどうちゅうひざくりげ）は、ブリーフ&トランクス（以下ブリトラ）の7thアルバムである。2015年3月25日、FRIED MUSICより発売された。

## 概要
ブリトラの2年ぶりとなるアルバムである。

## 収録曲
1. オダギリ的人生ラジオA
2. 発砲スチロール
作詞・作曲：伊藤多賀之
発泡スチロールの音を嫌がる自分の前で、彼女が発泡スチロールを擦る歌。ちなみに、一般的な表記は「発泡スチロール」であるが、この曲では「発砲スチロール」である。
3. 洗濯機
作詞・作曲：伊藤多賀之
洗濯機や乾燥機などの使い方を知らない彼女を愛する歌。
4. メラメラスクリーム
作詞・作曲：伊藤多賀之
12thシングル表題曲。詳しくはメラメラスクリーム#収録曲を参照。
5. 下痢気味
作詞・作曲：伊藤多賀之
下痢気味の自分についての歌。
6. ズッキーニ
作詞・作曲：伊藤多賀之
レストランで、知らない食材の名前ばかり書かれているメニューを見て戸惑う歌。
7. 別売りの悲しみ
作詞・作曲：伊藤多賀之
ラジコンの乾電池やサラダのドレッシングなどが別売りであることについて悲しむ歌。
8. オダギリ的人生ラジオB
9. 水族館
作詞・作曲：伊藤多賀之
水族館で、シロクマの大きさやチンアナゴの長さについて驚く歌。
10. 渋滞37キロ
作詞・作曲：伊藤多賀之
高速道路の渋滞中に、トイレに行きたくなる歌。
11. 引きこもリズム
作詞・作曲：伊藤多賀之
引きこもりについての歌。
12. 変わりゆく街で
作詞・作曲：細根誠
本作では唯一、細根が作詞・作曲を手掛けた曲であり、メインボーカルも細根が務めている。
13. 禁断の恋唄
作詞・作曲：伊藤多賀之
禁断の恋についての歌。
14. ホルモンを飲む瞬間
作詞・作曲：伊藤多賀之
12thシングルカップリング曲。詳しくはメラメラスクリーム#収録曲を参照。
15. マザーコンピューター
作詞・作曲：伊藤多賀之
母との思い出を歌った歌。
16. オダギリ的人生ラジオC

## オダギリ的人生ラジオについて
本作では、1曲目、8曲目、16曲目に「オダギリ的人生ラジオ」が挿入されている。オダギリ的人生ラジオでは、オダギリジョージと名乗るDJが、ラジオ番組のように本作について紹介したり、感想を述べたりする。

## 他の収録CD
メラメラスクリーム・ホルモンを飲む瞬間
12thシングル「メラメラスクリーム」に収録
発砲スチロール・洗濯機・ホルモンを飲む瞬間
10thアルバム『ブリトラBESTバイブルⅠ～家族で聴いても恥ずかしくない曲集～』にNew Mix収録
メラメラスクリーム・ズッキーニ
10thアルバム『ブリトラBESTバイブルⅡ～ひとりでこっそり聴いた方がいい曲集～』にNew Mix収録